# Каско (залив)
Каско (англ. Casco Bay) — залив, штат Мэн, США.

## География
Длина бухты от крайних мысов составляет около 31 километра, глубина вхождения в материк — около 20 километров. На этой акватории находится множество островов и островков: «столько, сколько дней в году», как сказал в 1700 году голландский военный инженер Вольфганг Уильям Ромер. Позднее они были подсчитаны, их оказалось «всего» 136; по другим подсчётам их «чуть более 200». Круглогодичное паромное сообщение между ними и «большой землёй» с 1878 года обеспечивает компания англ. Casco Bay Lines.
В залив Каско впадают реки, общая площадь водосбора которых составляет 2554 км² — именно на этой территории проживает около 20 % населения Мэна.

## История
О происхождении имени бухты существует две точки зрения. По первой, оно произошло от слова из языка индейцев абенаки аукокиско, означающего место, где живут цапли; по второй, название Bahía de Cascos («бухта-каска») было дано заливу португальским мореплавателем Эштеваном Гомешем в 1525 году, когда он подметил сходство формы бухты с этим головным убором.
Первым постоянным поселением европейцев в регионе считается дом, построенный английским писателем и исследователем Кристофером Леветтом на острове Хаус в 1623—1624 годах, однако долго это поселение не просуществовало. В 1633 году на южном берегу бухты Каско было заложено одноимённое поселение, в дальнейшем оно несколько раз меняло своё название и ныне известно как город Портленд — крупнейший город штата Мэн.

## Города побережья
С юга на север:
- Кейп-Элизабет
- Саут-Портленд
- Портленд
- Фалмут
- Камберленд[англ.]
- Ярмут[англ.]
- Фрипорт
- Брансуик
- Харпсуэлл[англ.]
- Бат

## Крупные острова
По алфавиту:
- Бейли[англ.]
- Грейт-Дайамонд[англ.]
- Игл[англ.] — на острове находится летняя резиденция известного полярника Роберта Пири
- Кашинг[англ.]
- Клифф[англ.]
- Казинс[англ.]
- Лонг-Айленд[англ.] (остров-город)
- Макуэрт[англ.]
- Оррс[англ.]
- Пикс[англ.]
- Хаус[англ.] — на острове в 1623—1624 годах было построено первое постоянное европейское поселение в регионе
- Шебиг[англ.] (остров-город)

## Маяки
По началу работы:

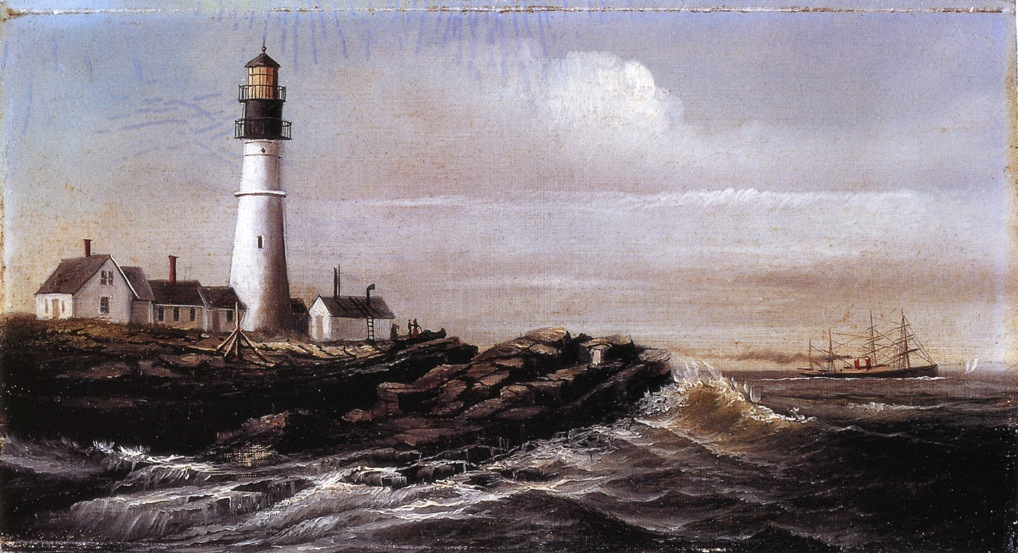
Уокер, Уильям Эйкен «Маяк Портленд-Хэд, штат Мэн». Между 1870 и 1890 годами.

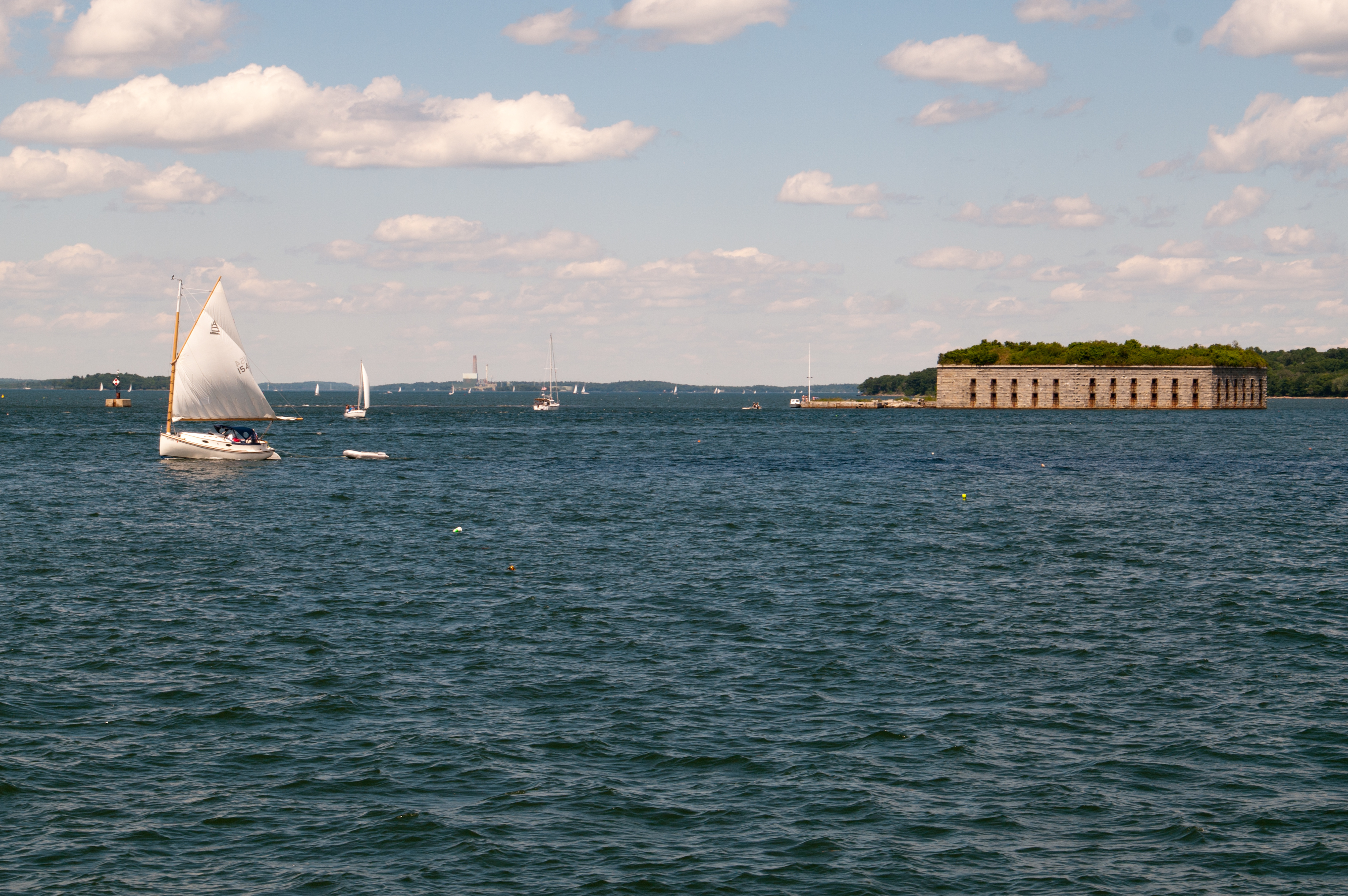
Вид на Форт Горджес (остров Хог), июль 2012 года.

- маяк Портленд-Хед (впервые огонь зажжён в 1791 году — самый старый маяк Мэна[6])
- маяк Кейп-Элизабет (в 1828)
- маяк Халфвей-Рок (в 1871)
- маяк Портленд-Брейкуотер (в 1875)
- маяк Спринг-Пойнт (в 1897)
- маяк Рам-Айленд-Ледж (в 1905)

## Форты
По дате постройки:
- Пребл[англ.] (построен в 1808 году, расположен в городе Саут-Портленд)
- Горджес (1865, остров Хог)
- Уильямс[англ.] (1878, город Кейп-Элизабет)
- Леветт[англ.] (1898, остров Кашинг[англ.])